# غلامحسین زارعی
غلامحسین زارعی (زاده ۱۳۴۹، کاکی) نمایندهٔ دورهٔ دوازدهم مجلس شورای اسلامی از حوزه انتخابیه دشتی و تنگستان در استان بوشهراست که با کسب ۲۰۲۵۷ رای به مجلس شورای اسلامی راه پیدا کرد.
وی پیش تر مدیرکل میراث فرهنگی و گردشگری استان بوشهر، فرماندار شهرستان دشتستان، مدیرکل کار، تعاون و رفاه اجتماعی استان بوشهر، فرماندار شهرستان بندر لنگه، فرماندار شهرستان پارسیان و مدیرکل دیوان محاسبات در استان گلستان بود.